# Pterostichus globosus ebenus
Pterostichus globosus ebenus é uma subespécie de insetos coleópteros pertencente à família Carabidae.
A autoridade científica da subespécie é Quensel in Schonherr, tendo sido descrita no ano de 1806.
Trata-se de uma subespécie presente no território português.